# Nick Fury: Agent of S.H.I.E.L.D.
Nick Fury: Agent of S.H.I.E.L.D. is een televisiefilm uit 1998. De film is gebaseerd op het Marvel Comics personage Nick Fury, en de fictieve S.H.I.E.L.D.. De rol van Nick Fury wordt gespeeld door David Hasselhoff

## Verhaal
Nick Fury is een gepensioneerd S.H.I.E.L.D. agent, die op een dag toch weer in dienst wordt geroepen om de terroristische organisatie HYDRA te stoppen. HYDRA leek te zijn uitgeschakeld, maar is nieuw leven ingeblazen door de kinderen van Baron Wolfgang von Strucker, Nicks oude vijand. HYDRA heeft een dodelijk virus genaamd het Death's Head virus gemaakt, en dreigt dit op Manhattan los te laten tenzij ze 1 miljard dollar krijgen.

## Cast
| Acteur               | Personage                                    |
| -------------------- | -------------------------------------------- |
| David Hasselhoff     | Colonel Nick Fury                            |
| Lisa Rinna           | Contessa Valentina "Val" Allegra di Fontaine |
| Sandra Hess          | Andrea Von Strucker / Viper                  |
| Neil Roberts         | Alexander Goodwin Pierce                     |
| Gary Chalk           | Timothy Aloysius "Dum-Dum" Dugan             |
| Tracy Waterhouse     | Kate Neville                                 |
| Tom McBeath          | Director General Jack Pincer                 |
| Ron Canada           | Gabriel Jones                                |
| Peter Haworth        | Arnim Zola                                   |
| Scott Heindl         | Werner von Strucker                          |
| Adrian Hughes        | Clay Quartermain                             |
| Campbell Lane        | Baron Wolfgang von Strucker                  |
| Terry David Mulligan | De President                                 |

## Trivia
- In de strips heeft Strucker drie kinderen – Werner en de tweeling Andreas en Andrea (die gezamenlijk bekend zijn als Fenris. Voor de film werd Andreas vervangen door Werner, en heeft Andrea de codenaam Viper.